# Svid
Svid (rus. Свидь) je rijeka u Kargopolskom rajonu na jugozapadu Arhangelske oblasti u Rusiji. Spaja jezera Vože i Lača i pripada porječju Onege. Duga je 64 km, s površina porječja od 6850 km2.
Svid je dio glavnog plovnog puta od Vožege preko jezera Vože i Lača do rijeke Onege, jednog od najvećih riječnih slivova Bijelog mora.

## Tok rijeke
Njegov izvor je jezero Vože na granici Vologodske oblasti. Svid teče od jezera Vože prema sjeveru, kroz vrlo rijetko naseljeno područje. U gornjem toku rijeka je široka između 40 i 120 metara, s močvarnim i šumovitim obalama. U srednjem dijelu rijeke obale postaju kamenitije, a rijeka formira mnogo malih brzaca. Ovdje se rijeka sužava na 10 do 15 metrara i teče brže, a obale su više i strmije. U donjem toku rijeka ponovno usporava, a obala postaje niska i močvarna. Svid se ulijeva u južni kraj jezera Lača, koje kroz Onegu otječe prema Bijelom moru.
Svid je ispod brzaka (nizvodno od sela Gorka) plovan, iako ne postoji redovna putnička plovidba.